# Aras (mitologia grega)
Na mitologia grega, as Aras (em grego Ἀραί) eram os Daemones femininos que personificavam as maldições, acredita-se que sejam filhas de Nix por si mesma, viviam no mundo subterrâneo junto aos outros Daemones. São irmãs e companheiras das Erínias, mas em geral são indistinguíveis delas. São descritas por Ésquilo, em Eumênides:
"Nós Erínias somos as filhas eternas de Nix. Somos chamadas de Aras em nossos lares por debaixo da terra".
As Aras, poderiam às vezes ser consideradas apenas como um dos epítetos das Erínias, as vinganças, assim como, as Manias, as loucuras, as Poines, as punições, e as Praxidices, as leis exatas.